# Solana de Planers

La Solana de Planers, respecte del terme d'Abella de la Conca

La Solana de Planers és una solana i una partida rural del terme municipal d'Abella de la Conca, a la comarca del Pallars Jussà.
És a la dreta del barranc de Fonguera, al nord de l'Obaga de Fonguera, situada davant per davant a l'altra riba del barranc. És al sud-est de la vila d'Abella de la Conca, al sud-oest del Xalet del Sobirana i de Cal Vila. És també al sud-est de Cal Manjo, Ca l'Andreu i la Borda del Roi, a l'extrem meridional de la partida dels Planers.
Comprèn les parcel·les 89 a 96 del polígon 2 d'Abella de la Conca; consta de 22,1752 hectàrees amb tota mena de terrenys, però amb predomini de conreus de secà i ametllerars. En el registre del Cadastre està inscrit com a Solana.

## Etimologia
Es tracta de la part solana de la partida dels Planers. És un topònim romànic modern de caràcter descriptiu.